# Оклай
Оклай (хорв. Oklaj) — населëнный пункт, столица общины Промина в Хорватии, в Шибенско-Книнской жупании.
Расположен в южной части Хорватии между центральной частью хорватского Адриатического побережья и Динарским нагорьем в 15 километрах юго-западнее г. Книн и в 14 километрах на северо-запад от г. Дрниш. Население
461 человек (2011).

## История
После распада Югославии с сентября 1990 года — в составе провозглашенной Сербская Автономная Область Книнская Краина, затем — Сербская Автономная Область Краина, до 1995 года — в составе непризнанной Республики Сербская Краина.